# American Music Awards de 2015
A 43º edição anual do American Music Awards foi realizada no Microsoft Theater, em Los Angeles, Califórnia, em 22 de novembro de 2015, 52 anos após o assassinato de John F. Kennedy. Foi transmitida pela ABC e apresentada por Jennifer Lopez. Com três prêmios, Taylor Swift foi a grande vencedora da noite. Jared Leto fez um pronunciamento em relação aos ataques de novembro de 2015 em Paris antes de anunciar a apresentação de Celine Dion em tributo às vítimas. O show também marcou a última apresentação de Prince numa entrega de prêmios antes de sua morte, em abril de 2016. A cerimônia obteve 10,98 milhões de telespectadores nos Estados Unidos.

## Apresentações
| Artista(s)                           | Canção(ões)                                    |
| Abertura                             | Abertura                                       |
| ------------------------------------ | ---------------------------------------------- |
| Francesco Yates                      | "Nobody like You" "Sugar"                      |
| Alessia Cara                         | "Here"                                         |
| Gabi Wilson                          | "Wonder"                                       |
| Shawn Mendes                         | "Act like You Love Me" "Stitches"              |
| Show Principal                       |                                                |
| Jennifer Lopez                       | "Waiting for Tonight" Dancing medley           |
| 5 Seconds Of Summer                  | "Hey Everybody!"                               |
| Selena Gomez                         | "Same Old Love"                                |
| Carrie Underwood                     | "Heartbeat"                                    |
| Demi Lovato                          | "Confident"                                    |
| Meghan Trainor Charlie Puth          | "Like I'm Gonna Lose You" "Marvin Gaye"        |
| Ariana Grande                        | "Focus"                                        |
| One Direction                        | "Perfect"                                      |
| Gwen Stefani                         | "Used to Love You"                             |
| Nick Jonas                           | "Chains" "Levels" Jealous"                     |
| Walk the Moon                        | "Shut Up and Dance"                            |
| Coldplay                             | "Adventure of a Lifetime"                      |
| The Weeknd                           | "The Hills"                                    |
| Luke Bryan Karen Fairchild           | "Home Alone Tonight"                           |
| Macklemore & Ryan Lewis Leon Bridges | "Kevin"                                        |
| Alanis Morissette Demi Lovato        | "You Oughta Know"                              |
| Celine Dion                          | Tributo às vítimas de Paris: "Hymne à l'amour" |
| Pentatonix                           | "Star Wars Score"                              |
| Justin Bieber                        | "What Do You Mean?" "Where Are Ü Now" "Sorry"  |

## Apresentadores
- Rebecca Black
- Paula Abdul
- Kelsea Ballerini
- Ashley Benson
- Betty Cantrell
- Nicki Minaj
- Ciara
- Terry Crews
- Hannah Davis
- DNCE
- Harrison Ford
- Florida Georgia Line
- Tyrese Gibson
- Ellie Goulding
- Gigi Hadid
- Fifth Harmony
- Julianne Hough
- Kylie Jenner
- Wiz Khalifa
- Taylor Lautner
- Jared Leto
- Prince
- Little Big Town
- Tove Lo
- Jenny McCarthy
- Shawn Mendes
- Chloë Grace Moretz
- Kevin O'Leary
- Norman Reedus
- Jeremy Renner
- Nick Robinson
- Alicia Silverstone
- Jeremy Sisto
- Hailee Steinfeld
- Wilmer Valderrama
- Donnie Wahlberg
- Zendaya

Fonte:

## Vencedores e nomeados
Charlie Puth e Joe Jonas anunciaram as nomeações em 13 de outubro de 2015.
| Artista do Ano | Novo Artista do Ano                                                                                              |
| --- | --- |
| - Luke Bryan - Ariana Grande - Nicki Minaj - Maroon 5 - Ed Sheeran - Sam Smith - Meghan Trainor - The Weeknd - Taylor Swift - One Direction | - Fetty Wap - Sam Hunt - Tove Lo - Walk the Moon - The Weeknd                                                    |
| Artista Masculino Favorito de Pop/Rock | Artista Feminina Favorita de Pop/Rock                                                                            |
| - Nick Jonas - Ed Sheeran - Sam Smith | - Ariana Grande - Taylor Swift - Meghan Trainor                                                                  |
| Banda/Duo/Grupo Favorito de Pop/Rock | Álbum Favorito de Pop/Rock                                                                                       |
| - Maroon 5 - One Direction - Walk the Moon | - × – Ed Sheeran - In the Lonely Hour – Sam Smith - 1989 – Taylor Swift                                          |
| Artista Masculino Favorito de Country | Artista Feminina Favorita de Country                                                                             |
| - Jason Aldean - Luke Bryan - Sam Hunt | - Kelsea Ballerini - Miranda Lambert - Carrie Underwood                                                          |
| Duo ou Grupo Favorito de Country | Álbum Favorito de Country                                                                                        |
| - Florida Georgia Line - Little Big Town - Zac Brown Band | - Old Boots, New Dirt – Jason Aldean - Anything Goes – Florida Georgia Line - Montevallo – Sam Hunt              |
| Artista Favorito de Rap/Hip-Hop | Álbum Favorito de Rap/Hip-Hop                                                                                    |
| - Drake - Fetty Wap - Nicki Minaj | - 2014 Forest Hills Drive – J. Cole - If You're Reading This It's Too Late – Drake - The Pinkprint – Nicki Minaj |
| Artista Masculino Favorito de Soul/R&B | Artista Feminina Favorita de Soul/R&B                                                                            |
| - Chris Brown - Trey Songz - The Weeknd | - Beyoncé - Mary J. Blige - Rihanna                                                                              |
| Álbum Favorito de Soul/R&B | Artista Alternativo Favorito                                                                                     |
| - X – Chris Brown - Black Messiah – D'Angelo and The Vanguard - Beauty Behind the Madness – The Weeknd | - Fall Out Boy - Hozier - Walk the Moon                                                                          |
| Artista Adulto Contemporâneo Favorito | Artista Latino Favorito                                                                                          |
| - Taylor Swift - Ed Sheeran - Meghan Trainor | - Enrique Iglesias - Ricky Martin - Romeo Santos                                                                 |
| Artista Contemporâneo Inspirador Favorito | Artista Favorito de Electronic Dance Music (EDM)                                                                 |
| - Casting Crowns - Hillsong United - MercyMe | - Calvin Harris - David Guetta - Zedd                                                                            |
| Canção do Ano | Melhor Trilha Sonora                                                                                             |
| - "See You Again" – Wiz Khalifa featuring Charlie Puth - "Uptown Funk" – Mark Ronson featuring Bruno Mars - "Thinking Out Loud" – Ed Sheeran - "Blank Space" – Taylor Swift - "Can't Feel My Face" – The Weeknd                                                                   | - Fifty Shades of Grey - Empire: Original Soundtrack from Season 1 - Pitch Perfect 2                             |
| Colaboração do Ano | |
| - "See You Again" – Wiz Khalifa featuring Charlie Puth - "FourFiveSeconds" – Rihanna, Kanye West and Paul McCartney - "Uptown Funk" – Mark Ronson featuring Bruno Mars - "Where Are Ü Now" – Jack Ü featuring Justin Bieber - "Bad Blood" – Taylor Swift featuring Kendrick Lamar | |